# Heurne (Aalten)
Heurne is een buurtschap tussen Aalten en de Duitse grens. Het is grofweg 8 km² groot en er wonen ruim 500 mensen.
Heurne heeft een dorpshuis, "D'n Heurnsen Tref", en is verder bekend van de grensovergang Heurne-Hemden. De Hamelandroute loopt dwars door Heurne heen. Heurne heeft geen kern, alleen bij de grensovergang staan een aantal winkels. Lokaal is het Heurnse feest bekend, een schuttersfeest dat elk jaar in de eerste week van de zomervakantie gehouden wordt. Den Vaderlandt Getrouwe (een Oranjevereniging) organiseert dit.
Om verwarring met het ook tot de gemeente Aalten behorende dorp De Heurne ("Dinxperlose Heurne") te voorkomen, is Heurne lokaal bekend als "Aaltense Heurne".

## Oorsprong
Heurne moet al in de prehistorie bewoond zijn geweest, getuige een grafveld uit die tijd en sporen van een nederzetting uit de ijzertijd bij de boerderij Ongena.